# Gianni Raimondi
Gianni Raimondi (ur. 17 kwietnia 1923 w Bolonii, zm. 19 października 2008 w Pianoro) – włoski śpiewak, tenor.

## Życiorys
Uczył się u Gennara Barry-Carcacciola i Ettore Campogallianego. Zadebiutował na scenie w 1947 roku w Budrio jako książę Mantui w Rigoletcie Giuseppe Verdiego. W 1953 roku śpiewał w Stoll Theatre w Londynie, Opéra de Paris i w Monte Carlo. Występował w Teatro di San Carlo w Neapolu (1952–1979) i w mediolańskiej La Scali (1956–1972), gdzie w latach 1956–1957 był partnerem Marii Callas jako Alfred w Traviacie i Percy w Annie Boleyn. Gościnnie występował w San Francisco (1957), Wiedniu (1959) i Monachium (1960). W 1965 roku debiutował na deskach nowojorskiej Metropolitan Opera jako Rodolfo w Cyganerii Giacoma Pucciniego. W latach 1969–1977 występował w operze w Hamburgu.
Specjalizował się w rolach lirycznych w operach Donizettiego i Verdiego, zasłynął także partiami w operach Rossiniego.